# Суверенна держава Етерна Люцина

Прапор

Суверенна держава Етерна Люцина (англ. Sovereign State of Aeterna Lucina) — колишня віртуальна держава в Австралії.

## Історія
«Держава» була заснована в 1978 році і проіснувала аж до смерті її засновника.